# Liolaemus yanalcu
Liolaemus yanalcu är en ödleart som beskrevs av  Martínez 2002. Liolaemus yanalcu ingår i släktet Liolaemus och familjen Tropiduridae. Inga underarter finns listade i Catalogue of Life.